# Фаст, Говард
Го́вард Ме́лвин Фаст (англ. Howard Melvin Fast; 11 ноября 1914[…], Нью-Йорк, Нью-Йорк — 12 марта 2003[…], Олд-Гринуич) — американский писатель, автор многочисленных исторических, социальных, детективных и фантастических романов и рассказов.

## Биография
Родился 11 ноября 1914 года в Нью-Йорке в еврейской семье; отец, Барни Фастовский, — происходил из Российской империи; мать, Ида Миллер, — из Великобритании. В 1923 году, после смерти матери, начал работать разносчиком газет, затем отправился в поисках работы в американскую глубинку. Быстро накопившийся жизненный опыт дал ему хороший материал для начала литературной работы. Фаст дебютировал фантастическим рассказом «Багровое неистовство» (Wrath of the Purple), опубликованном в октябрьском номере «Amazing Stories» за 1932 год, когда ему не исполнилось ещё и 18 лет; примерно тогда же он решил, что станет профессиональным писателем.
В 1933 году выходит его дебютный роман «Две долины» (Two Valleys), за которым следуют «Странное вчера» (Strange Yesterday, 1934), «Место в городе» (Place in the City, 1937) и другие, которые создали ему репутацию серьёзного писателя. Роман «Дети» (The Children, журнал «Story», 1937, отдельное издание — 1947) показывает растлевающее влияние расовой ненависти. В 1941 году вышел роман «Последняя граница» (The Last Frontier), посвящённый судьбе индейского племени шайеннов. Среди зрелых произведений этого периода выделяют романы «Гражданин Том Пэйн» (Citizen Tom Paine, 1943) — беллетризованная биография одного из отцов-основателей США и «Дорога свободы» (Freedom Road, 1944), посвящённый периоду Реконструкции после Гражданской войны в США. Главный герой «Дороги свободы» — Гидеон Джексон, бывший раб и солдат армии Авраама Линкольна, умный и преданный своему народу лидер, погибший от рук расистов. В 1979 году роман был экранизирован в виде телевизионного мини-сериала с Мухаммедом Али в главной роли.
В годы Второй мировой войны Говард Фаст работал в пресс-службе Министерства обороны, где писал статьи для «Голоса Америки» (много лет спустя, в начале 1980-х, Фаст в резкой форме откажет в интервью сотруднику русской службы радиостанции, назвав её «фашистской», которой «руководит ЦРУ»); в дальнейшем был направлен на Тихоокеанский театр военных действий в качестве военного корреспондента.
В 1944 году Фаст вступил в компартию США, сотрудничал с газетой «Daily Worker». В 1950 году был вызван на заседание Комиссии по расследованию антиамериканской деятельности, на котором отказался назвать имена людей, пожертвовавших деньги в фонд дома для детей-сирот американских ветеранов гражданской войны в Испании, а также имена известных ему членов компартии и был приговорён к трём месяцам тюремного заключения «за неуважение к Конгрессу». По требованию Комиссии по расследованию антиамериканской деятельности издательства занесли его имя в «чёрный список», и ему пришлось для публикации своих книг создать собственную компанию «Blue Heron Press». Роман «Спартак» (Spartacus, 1951), ставший бестселлером и самым известным его произведением, переведённым на более чем 45 языков, он начал писать в тюрьме. В 1960 году Стэнли Кубрик снял по роману фильм, прославивший молодого режиссёра (сценарий Далтона Трамбо, ещё одного писателя левых взглядов, проведшего в 1950 году одиннадцать месяцев в тюрьме). В те годы Фаст вынужден был издаваться под псевдонимами, из которых наиболее известен Э. В. Каннингем, — это имя значилось на обложках нескольких написанных им тогда детективных романов.
В 1953 году стал лауреатом Международной Сталинской премии «За укрепление мира между народами». В 1954 году издан роман «Сайлас Тимбермен» (Silas Timberman) о нарушениях прав человека в США периода маккартизма. В то время он был одним из самых превозносимых в СССР американских авторов, его статьи печатали «Правда» и «Литературная газета», книги издавались, помимо русского, на армянском, грузинском, казахском, узбекском и украинском, а также на языке оригинала. Не меньшей популярностью пользовался и в других социалистических странах. В 1956 году после «секретного доклада» Н. С. Хрущёва «О культе личности и его последствиях» на XX съезде КПСС и подавления Венгерского восстания Фаст порвал с компартией США и перешёл на позиции социал-демократии. В 1957 году выпустил книгу о своих отношениях с левым рабочим движением «Голый бог: писатель и коммунистическая партия» (The Naked God: The Writer and the Communist Party). Советская пресса отреагировала на это дважды: чрезвычайно глумливой статьёй Николая Грибачёва, автора многочисленных стихотворений и поэм в духе официальной идеологии, главного редактора рассчитанного на зарубежных читателей журнала «Советский Союз» (впоследствии Грибачёв стал Председателем Верховного Совета РСФСР), — «Говард Фаст — псаломщик ревизионизма» в «Литературной газете» и выдержанной в гораздо более спокойном тоне статьёй переводчика Бориса Изакова, состоявшего в переписке с писателем, — «Две исповеди Говарда Фаста» в «Иностранной литературе». В СССР писатель был предан забвению и его книги оказались под негласным запретом (как выразился Грибачёв: «Даже к вашим прошлым книгам, Говард Фаст, притрагиваться порядочному человеку противно, — вы забрызгали их помоями и грязью, в которые нырнули с головой сегодня…»); в самих же Соединённых Штатах это позволило ему «выйти из тени».
Фантастические рассказы Фаста составили сборники «Граница завтрашнего дня» (The Edge of Tomorrow, 1961), «Генерал подстрелил ангела» (The General Zapped an Angel, 1970), «Прикосновение бесконечности» (A Touch of Infinity, 1973). Он написал также детскую повесть «Тони и волшебная дверь» (Tony and the Wonderful Door, 1952) и сказочный роман «Ловушка» (The Trap), опубликованный в сборнике «Охотник и ловушка» (The Hunter and The Trap, 1967).
В поздний период творчества Говард Фаст написал цикл историко-политических романов «Иммигранты» (The Immigrants, 1977), «Второе поколение» (Second Generation, 1978), «Укоренение» (The Establishment, 1979), «Изгнанник» (The Outsider, 1984) и «Дочь иммигранта» (Immigrant’s Daughter, 1985), посвящённый нескольким поколениям выходцев из Европы, обосновавшихся в США. В центре романа «Посторонний» (The Outsider, 1984) — молодой раввин, переживший ужасы Холокоста; роман «Залог» (Pledge, 1988) возвращает читателя к эпохе маккартизма. В 1990 году вышла его автобиография «Быть красным» (Being Red). Последний роман Фаста «Гринвич» (Greenwich) был издан в 2000 году.
Говард Фаст скончался 12 марта 2003 года в Олд-Гринвич, штат Коннектикут.

## Оценки творчества
Лион Фейхтвангер:

Над литературными поделками на тему «Войны за независимость» возвышаются книги Говарда Фаста. Говард Фаст — американец до мозга костей, его романы, действие которых разворачивается не в Америке, представляются мне неудачными. А вот произведения из американской истории обычно жизненны и имеют под собой твёрдую американскую почву. «Хаим Соломон, сын Свободы», «Непобедимые», «Гражданин Том Пейн» — в лучших местах этих произведений читателю передаётся такое непосредственное ощущение эпохи революции, как будто он сам её пережил. Говард Фаст — отличный рассказчик, однако он довольно легко впадает в мелодраматизм и временами напоминает позднего Виктора Гюго… Лучшим из его произведений мне представляется «Американец» — роман, посвящённый новейшей американской истории.
Жоржи Амаду:

С Говардом Фастом я имел мало дела, хоть и распускал восторженные слюни по поводу «Спартака» и «Дороги свободы». В 1956-м, когда Хрущёв разоблачил сталинизм, появился среди прочих и роман Фаста «Голый бог» — роман выстраданный, нервный, очень мне пришедшийся по душе.

## Публикации на русском языке и на языке оригинала, изданные в СССР
- Говард Фаст. Последняя граница. — М.: Издательство иностранной литературы, 1948. — 352 с.
- Howard Fast. The Last Frontier. — М.: Издательство литературы на иностранных языках, 1949. — 226 с.
- Говард Фаст. Дорога свободы. — М.: Издательство иностранной литературы, 1950. — 288 с.
- Говард Фаст. Кларктон. Сокр. пер. с англ. — М.: Военное издательство, 1950. — 152 с.
- Говард Фаст. Памяти Сиднея: Рассказы. — М.: Правда, 1950. — 38 с. (Б-ка «Огонек» № 25).
- Howard Fast. An Epitaph for Sidney; The Rickshaw; The Little Folk from the Hills. — М.: Издательство литературы на иностранных языках, 1950. — 48 с.
- Howard Fast. Freedom Road. — М.: Издательство иностранной литературы, 1951. — 300 с.
- Говард Фаст. Избранное: Последняя граница; Дорога свободы; Пикскилл, США; Рассказы; Статьи. — М.: Издательство иностранной литературы, 1952. — 648 с.
- Говард Фаст. Пикскилл, США: Рассказ участника событий. — М.: Военное издательство, 1952. — 96 с.
- Howard Fast. Peekskill: USA. A Personal Experience. — М.: Издательство литературы на иностранных языках, 1952. — 128 с.
- Howard Fast. The Last Frontier. Книга для чтения на английском языке в 10 классе средней школы. — М.: Учпедгиз, 1953. — 152 с.
- Говард Фаст. Последняя граница. — М.: Детгиз, 1953. — 240 с.
- Howard Fast. Thirty Pieces of Silver. — М.: Издательство литературы на иностранных языках, 1953. — 80 с.
- Говард Фаст. Тридцать серебренников. Пьеса. — М: Искусство, 1954. — 80 с.
- Говард Фаст. Подвиг Сакко и Ванцетти. — М.: Гослитиздат, «Роман-газета», 1954, № 3. — 62 с.
- Говард Фаст. Сайлас Тимберман. — М.: Издательство иностранной литературы, 1955. — 280 с.
- Говард Фаст. Тони и волшебная дверь. — М.: Детская литература, 1955. — 88 с.
- Howard Fast. Silas Timberman. — М.: Издательство литературы на иностранных языках, 1957. — 328 с.
- Говард Фаст. Голый бог. Писатель и коммунистическая партия. / Пер. с англ. под ред. Ф. Лебедева. — Мюнхен: Издательство Центрального объединения политических эмигрантов из СССР, 1958. — 140 с.
- Говард Фаст. Мои прославленные братья. — Тель-Авив: [б. и.], 1975. — XI, 258 с. — (Б-ка «Алия». Литература; 19)
- Э. В. Каннингем Сильвия. Синтия. — М.: ИНН, 1995. — 528 с. — (Запретный плод).
- Говард Фаст. Гражданин Том Пейн. — М. : Издательский центр «Терра», 1997. — 238 с. — (ТИ. Тайны истории. Век XVIII). ISBN 5-300-01502-4
- Говард Фаст. Моисей, египетский царевич. — М.: Армада, 1998. — 394 с. — (Библейские сюжеты в романах). ISBN 5-7632-0778-5
- Говард Фаст. Дочь Агриппы. — М.: ЗАО «Центрполиграф», 2001. — 480 с.
- Говард Фаст. Евреи. История народа. — М.: Захаров, 2002. — 238 с.
- Говард Фаст. Мои прославленные братья Маккавеи. — М.: Захаров, 2007. — 266 с. ISBN 978-5-8159-0745-4
- Говард Фаст. Торквемада — М.: Текст, 2008. — 186 с. — (Проза еврейской жизни).